# Dorylomorpha kambaitiensis
Dorylomorpha kambaitiensis är en tvåvingeart som beskrevs av David Edward Albrecht 1990. Dorylomorpha kambaitiensis ingår i släktet Dorylomorpha och familjen ögonflugor.
Artens utbredningsområde är Myanmar. Inga underarter finns listade i Catalogue of Life.